# نونا بلا

نونا بلا (انگلیسی: Nonna Bella؛) یک خواننده ارمنی‌تبار اهل ترکیه است. وی در اواخر دهه ۱۹۷۰ میلادی با اجرای ترانه «Şimdi Sen Varsın Dünyamda» به شهرت رسید.